# Gonodonta indentata
Gonodonta indentata là một loài bướm đêm trong họ Noctuidae.